# Abdelallah Musa el-Myehob
Abdelallah Musa el-Myehob (arabisch عبدالله موسى الميهوب, geb. 19. April 1955 in Bengasi) ist ein libyscher Politiker. Er war oberster Befehlshaber der libyschen Volksarmee und als Mitglied des Nationalen Übergangsrates tätig.
| Personendaten    | Personendaten              |
| ---------------- | -------------------------- |
| NAME             | El-Myehob, Abdelallah Musa |
| KURZBESCHREIBUNG | libyscher Politiker        |
| GEBURTSDATUM     | 19. April 1955             |
| GEBURTSORT       | Bengasi, Libyen            |